# (278) Paulina
(278) Paulina es un asteroide perteneciente al cinturón de asteroides descubierto el 16 de mayo de 1888 por Johann Palisa desde el observatorio de Viena, Austria.
Se desconoce la razón del nombre.